# Parník Labe
Parník Labe byl nejmladším parníkem na Vltavě. Od roku 2001 plul po řece Vezeře (Weser) pod jmény Wappen von Minden a později Weserstolz. 2. května 2022 se vrátil do Česka – do Děčína.

## Historie
V roce 1938 objednala PPS v Ústecké loděnici stavbu dvou menších kolesových parníků. Loděnice si vyžádala zálohu, avšak ještě před okupací pohraničí PPS zakázku zrušila a nechala přesunout již zaplacený materiál do loděnice Praga. V roce 1940 byl dokončen parník Vltava a hned v příštím roce započala stavba parníku Labe. Stavba se však vlekla, aby loď nemohla být využita pro válečné účely nacistů. Parník byl dokončen dlouho po skončení druhé světové války v roce 1948. Československá plavba labská jej převzala na jaře 1949, ovšem pro množství závad byl zařazen do provozu až 14. července 1949. Parník byl provozován v Praze.
V letech 1976–1977 byl na zadní, původně otevřené palubě zřízen krytý salon. Až do roku 1986, kdy byl odstaven pro technickou závadu na kotli, byl kotel parníku vytápěn uhlím – šlo o poslední uhelný parník provozovaný na Vltavě. Od té doby byl odstaven u smíchovského břehu až do 17. srpna 1997, kdy se potopil.
V roce 1998 byl vytažen a přepraven do Mindenu, kde byl opraven, vybaven novým jednoplamencovým kotlem a od roku 2001 brázdil vody Vezery pod jmény Wappen von Minden a později Weserstolz. 
Na jaře 2022 ho koupila Labská plavební společnost a 2. května 2022 se vlastním pohonem vrátil po Labi do ČR – do Děčína, nejprve na opravu do loděnice Křešice.
V roce 1986 o parníku natočilo dokument "Koráby bez admirálů" z cyklu "Za svědky minulosti" ostravské studio Československé televize.

## Popis
Labe je bočnokolesový parník. Jeho délka je 54 m, šířka trupu 5,1 m, šířka přes kolesnice 9,3 m. Boční výška trupu dosahuje 2,3 m, ponor prázdné lodě 63 cm, plné 72 cm. Výtlak činí 134 t. Původní kotel měl tlak 15 bar a výhřevnou plochu 60 m². K pohonu slouží dvouválcový ležatý sdružený parní stroj o výkonu 150 HP (112,5 kW) při 48 ot/min